# Jean Cottez
Jean Cottez, né à Belfort le 7 avril 1908 et mort à Paris le 11 octobre 1973, est un rameur d'aviron français.

## Carrière
Jean Cottez remporte la médaille d'argent en deux avec barreur aux Championnats d'Europe d'aviron 1930 à Liège, la médaille d'or en huit aux Championnats d'Europe d'aviron 1931 à Paris et la médaille de bronze en quatre de pointe aux Championnats d'Europe d'aviron 1934 à Lucerne.
Il dispute les Jeux olympiques d'été de 1936 à Berlin, où il est éliminé en demi-finales du huit.